# John E. Pepper, Jr.
John E. Pepper, Jr. este directorul executiv al muzeului National Underground Railroad Freedom Center din Cincinnati, Ohio și fost președinte al consiliului de administrație al Walt Disney Company. 

În trecut, acesta a îndeplinit funcția de președinte al Comitetului Executiv al Consiliului de Administrație a companiei Procter & Gamble până la data de decembrie 2003, iar mai apoi, a devenit vicepreședinte a finanțelor și administrației la Universitatea Yale din ianuarie 2004, până în decembrie 2005. În mai 2007, Universitatea Yale a publicat cartea lui Pepper intitulată Ceea ce contează cu adevărat, care implică experiența sa în materie de serviciu, conducere, oameni și valori. Din 1963 până în 2003, acesta a îndeplinit diferite funcții de conducere ale companiei Procter & Gamble, inclusiv președinte al forumului și CEO. A absolvit Universitatea Yale în 1960, iar din 2008 s-a alăturat organizației Junior Achievement.
| Predecesor: George J. Mitchell | Președintele consiliului de administrație al Disney 1 ianuarie 2007- 13 martie 2012 | Succesor: Bob Iger |